# Luna Drexlerówna
Pour les articles homonymes, voir Drexler.
 (avril 2019).
Luna Amalina Drexler (connue sous le nom de Luna Drexlerówna, née le 10 novembre 1882 à Lemberg (nom allemand de Lviv, rebaptisé dans l'entre-deux-guerres Lwów) et morte le 5 novembre 1933 dans cette même ville, est une peintre et sculptrice polonaise, membre du conseil municipal de la ville de Lviv.

## Biographie

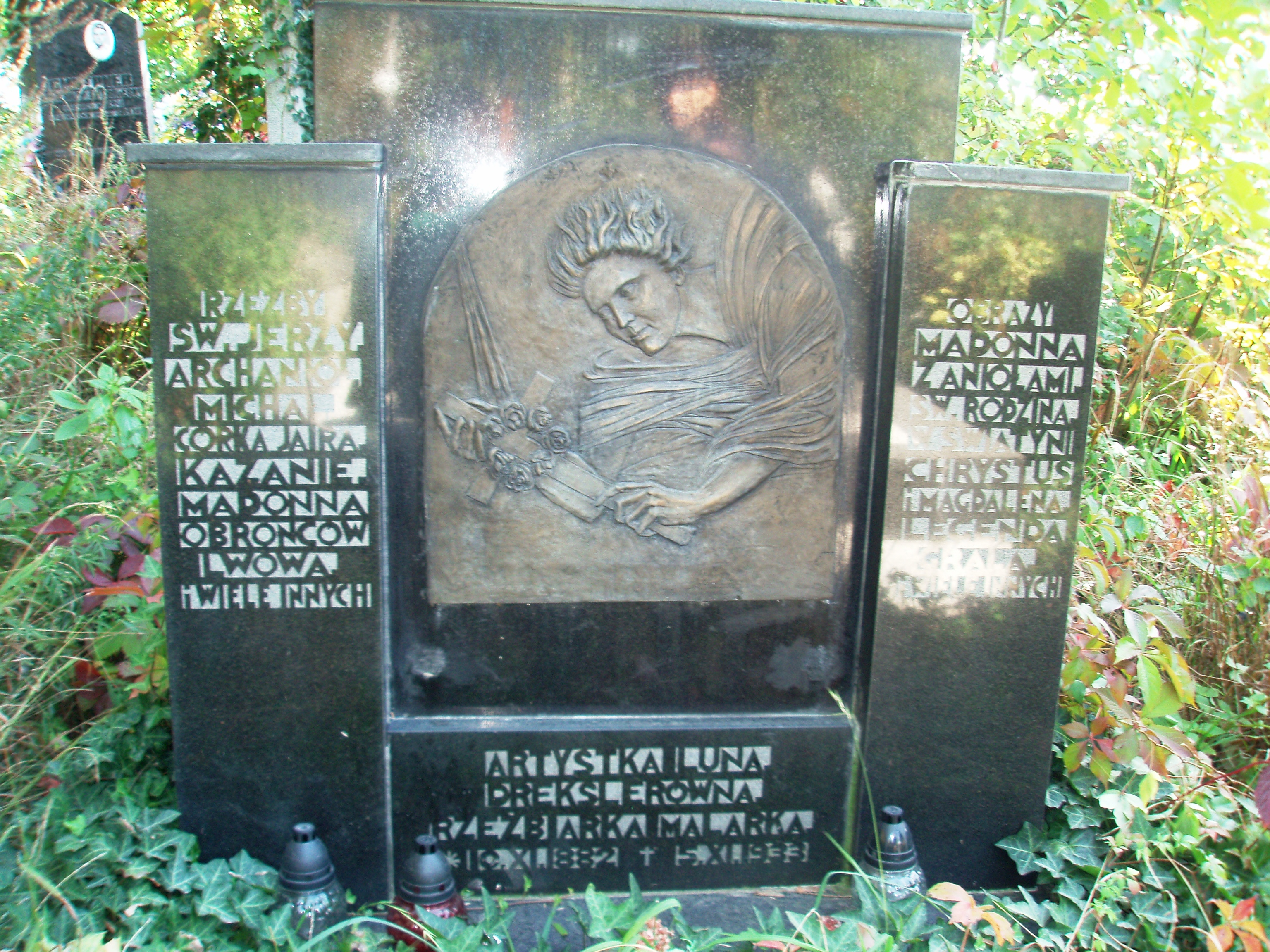
Pierre tombale de Luna Drexler

Luna était la fille d'Ignacy Drexler et de son épouse Eugénie. Elle avait sept frères et sœurs, dont Ignacy Drexler, urbaniste et professeur de la l'École polytechnique de Lviv.
Elle prit ses premiers cours de peinture et de sculpture dans une école privée de Lemberg à partir de 1899, dans les ateliers de Stanisław Kaczor-Batowski et Antoni Popiel. Elle fit par la suite un séjour à Paris, où elle désirait perfectionner ses connaissances. Ainsi, entre 1907 et 1910, elle fut l'élève d'Antoine Bourdelle. Son éducation artistique fut également complétée par un voyage en Italie, (un passage à la Villa Médicis à Rome) et en Allemagne (notamment Munich et Leipzig). A Munich, elle fit connaissance avec l'occultiste autrichien Rudolf Steiner. Ce dernier l'encouragea à s'intéresser à l'anthroposophie. Elle fut l'une des cent et quelques artistes de différentes nationalités à unir leurs forces et leurs créativités afin d'ériger le Goetheanum, temple de l'anthroposophie, à Dornach, près de Bâle en Suisse.
En 1918, année de l'indépendance de la Pologne, elle retourne dans sa ville natale, rebaptisée en polonais Lwów, et consacre son temps à des causes sociales et artistiques, en intégrant entre autres, le conseil municipal. Elle initié la fondation de la Société polonaise anthroposophique en 1929. Drexlerówna était une invitée fréquente du salon de la collectionneuse d’œuvres d'art, bibliophile et mécènes, Helena Dąbczańska.
Durant l'entre-deux-guerres Luna Drexler et Jan Nalborczyk étaient considérés comme les meilleurs représentants de la sculpture polonaise moderne.
Elle collaborait avec la manufacture de faïence de Pacyków, pour qui elle dessinait des figurines représentant des êtres humains et des animaux.
Luna Drexler s'éteint le 5 novembre 1933 et repose au cimetière Lychakiv de Lviv. Sur sa tombe fut déposée une de ses œuvres, un bas-relief intitulé Anioł w locie trzymający krzyż z siedmiu różami (Un ange en plein vol tenant une croix avec sept roses). La sculpture fut encadrée avec du marbre noir, sur lequel on a gravé les titres des créations à la thématique religieuse de Drexler :
- Święty Jerzy, (Saint Georges)
- Archanioł Michał, (L'Archange Michel)
- Kazanie (Le sermon)
- Madonna z aniołami, (la Madone aux anges)
- Święta rodzina w świątyni, (La Sainte Famille au temple)
- Chrystus i Magdalena, (le Christ et Marie Madeleine)
- Legenda Graala. (La légende du Graal)

## Œuvre
Son œuvre réunit près de deux cents sculptures et une dizaine de tableaux, parmi lesquels :
- bas-relief du primat August Hlond, du pape Pie XI et de la princesse Czartoryska
- des sculptures se trouvant sur le cimetière de Lytchakiv, entre autres :
- la statue de la Vierge Marie avec l'Enfant Jésus (1926) (dans la chapelle des Défenseurs de Lviv)
- le buste du compositeur Mieczysław Sołtys (1926)
- la pierre tombale de l'écrivaine Maria Konopnicka[1] (l'actuelle pierre tombale est une réplique de 1950, recréée grâce à une photographie de Wołodymyr Skołozder ; l'original ayant été perdu dans des circonstances obscures durant la seconde Guerre mondiale)

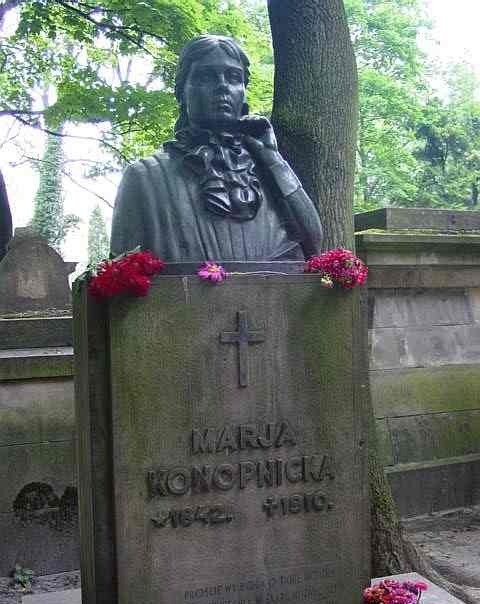
Pierre tombale de Maria Konopnicka